# Prainha (São Roque do Pico)
Prainha ist eine portugiesische Gemeinde (Freguesia) im Kreis (Concelho) von São Roque do Pico, auf der Azoren-Insel Pico. In der Gemeinde leben 530 Einwohner (Stand 19. April 2021).